# آی هایدارا
آی هایدارا (فرانسوی: Eye Haïdara‎؛ زادهٔ ۷ مارس ۱۹۸۳) بازیگر فرانسوی اهل مالی است.

## فیلم‌شناسی
- فیلم سوسیالیسم (۲۰۱۰)
- جیمی ریویر (۲۰۱۱)
- پرندگان زندان (۲۰۱۵)
- زندگی همین است! (۲۰۱۷)
- پاتریوت (۲۰۱۸)